# Kanvishidgeri, Hirekerur
Kanvishidgeri là một làng thuộc tehsil Hirekerur, huyện Haveri, bang Karnataka, Ấn Độ.